# Ceropegia illegitima
Ceropegia illegitima är en oleanderväxtart som beskrevs av H. Huber. Ceropegia illegitima ingår i släktet Ceropegia och familjen oleanderväxter. Inga underarter finns listade i Catalogue of Life.